# Lophocateres pusillus
Lophocateres pusillus is een keversoort uit de familie schorsknaagkevers (Trogossitidae). De wetenschappelijke naam van de soort werd in 1833 gepubliceerd door Johann Christoph Friedrich Klug.